# .co
.co là tên miền quốc gia cấp cao nhất (ccTLD) của Colombia. Được quản lý bởi Đại học Los Andes.
"co" cũng thường được dùng cho tên miền cấp 2 trong những tên miền mã quốc gia khác, trong đó người đăng ký (thường là công ty) có thể đăng ký tên miền cấp 2 có dạng.co.xx, trong đó xx là mã quốc gia cấp cao nhất. Israel (.co.il), Liên hiệp Vương quốc Anh và Bắc Ireland (.co.uk), New Zealand (.co.nz), Nhật Bản (.co.jp), Hàn Quốc (.co.kr) và Quần đảo Cook (.co.ck) là những ví dụ. Vài mã nước khác sử dụng "com", như Úc (.com.au), México (.com.mx) và Đài Loan (.com.tw); bao gồm cả.co, sử dụng.com.co.
Trong khoảng năm 2000 khi nhiều tên miền mã quốc gia bị tái quảng bá thành tên miền dùng chung trên toàn thế giới, đã có những thảo luận cho phép đăng ký tên miền cấp 2 trong .co dành cho người đăng ký trên toàn thế giới để nhấn mạnh điểm tương tự giữa nó với .com và với cách dùng co như trên làm tên cấp 2, và việc đăng ký vẫn tiếp diễn hạn chế cho tên miền cấp 3 và người đăng ký Colombia.

## Tên miền cấp 2
Cấu trúc tên miền cấp 2 khá gần với các bản sao của "IANA truyền thống" .com / .net / .org / .gov / .edu / .mil, ngoài ra còn thêm .name.
- com.co - thương mại.
- org.co - tổ chức.
- edu.co - giáo dục.
- gov.co - chính quyền.
- net.co - hạ tầng mạng.
- mil.co - quân đội.
- nom.co - cá nhân.